# 徐屯站
徐屯站是位于云南省曲靖市宣威市徐屯村的一个铁路车站，邮政编码655419。车站建于1965年。有原贵昆铁路经过该站，2012年六沾复线通车后撤销，现为且午站下辖的货场。办理货运业务。以办理钢材、化肥为主。